# Бурлинский район (Алтайский край)
Бурли́нский райо́н — административно-территориальное образование (сельский район) и муниципальное образование (муниципальный район) в Алтайском крае России.
Административный центр — село Бурла, расположенное в 450 км от Барнаула.

## География
Район расположен в северо-западной части края. Граничит с Хабарским, Немецким национальным, Славгородским районами края, Новосибирской областью и республикой Казахстан.
Рельеф — равнинный. Имеются запасы глины, песка. Климат — резко континентальный. Средняя температура января −16,8 °C,июля +20,8 °C. Количество атмосферных осадков 275 мм. На территории района имеются озёра Кривое, Кабанье, Песчаное, Большое Топольное, Хомутиное, протекает река Бурла.
Почвы тёмно-каштановые южные чернозёмы. Растительность представлена главным образом степными травами (полынь, типчак). Обитают: из зверей — косуля, заяц, лиса, суслик; из птиц — утка, гусь, цапля, а на озере Кабаньем живут кудрявые пеликаны.

## Население
| 1959    | 1996    | 1997    | 1998    | 1999    | 2000    | 2001    | 2002    | 2003    |
| ------- | ------- | ------- | ------- | ------- | ------- | ------- | ------- | ------- |
| 20 952  | ↘15 700 | ↗16 000 | ↗16 100 | →16 100 | ↘15 900 | ↘15 600 | ↘15 200 | ↘14 973 |
| 2004    | 2005    | 2006    | 2007    | 2008    | 2009    | 2010    | 2011    | 2012    |
| ↘14 823 | ↘14 583 | ↘14 231 | ↘13 944 | ↘13 692 | ↘13 083 | ↘12 042 | ↘11 996 | ↘11 521 |
| 2013    | 2014    | 2015    | 2016    | 2017    | 2018    | 2019    | 2020    | 2021    |
| ↘11 183 | ↘10 976 | ↘10 783 | ↘10 640 | ↘10 448 | ↘10 384 | ↘10 161 | ↘9884   | ↘8039   |

### Национальный состав[17]
| национальность | мужчин | женщин | всего | %    |
| -------------- | ------ | ------ | ----- | ---- |
| русские        | 4 363  | 4 795  | 9 158 | 61   |
| украинцы       | 1 343  | 1 511  | 2 854 | 19   |
| казахи         | 812    | 730    | 1 542 | 10,3 |
| немцы          | 574    | 583    | 1 157 | 7,7  |
| армяне         | 40     | 37     | 77    | 0,5  |
| белорусы       | 29     | 19     | 48    | 0,3  |
| литовцы        | 8      | 5      | 13    | 0,09 |
| корейцы        | 7      | 5      | 12    | 0,08 |

## Административно-муниципальное устройство
Бурлинский район с точки зрения административно-территориального устройства края включает 9 административно-территориальных образований — 9 сельсоветов.
Бурлинский муниципальный район в рамках муниципального устройства включает 9 муниципальных образований со статусом сельских поселений:
| № | Сельское поселение        | Административный центр | Количество населённых пунктов | Население (чел.) | Площадь (км²) |
| - | ------------------------- | ---------------------- | ----------------------------- | ---------------- | ------------- |
| 1 | Бурлинский сельсовет      | село Бурла             | 5                             | ↘3423            | 323,33        |
| 2 | Михайловский сельсовет    | село Михайловка        | 3                             | ↘1159            | 501,37        |
| 3 | Новоандреевский сельсовет | село Новоандреевка     | 1                             | ↘247             | 134,34        |
| 4 | Новопесчанский сельсовет  | село Новопесчаное      | 3                             | ↘771             | 265,01        |
| 5 | Новосельский сельсовет    | село Новосельское      | 2                             | ↘686             | 317,14        |
| 6 | Ореховский сельсовет      | село Орехово           | 2                             | ↘464             | 235,60        |
| 7 | Партизанский сельсовет    | село Партизанское      | 4                             | ↘926             | 428,29        |
| 8 | Рожковский сельсовет      | село Лесное            | 2                             | ↘498             | 247,63        |
| 9 | Устьянский сельсовет      | село Устьянка          | 3                             | ↘935             | 293,12        |

В январе 2011 года Майский и Бурлинский сельсовет объединены в Бурлинский сельсовет, а Асямовский и Партизанский сельсоветы объединены в Партизанский сельсовет.

### Населённые пункты
В Бурлинском районе 25 населённых пунктов:

| Бурла        | ↘3275 |
| Устьянка     | ↘982  |
| Михайловка   | ↘858  |
| Новосельское | ↘827  |
| Новопесчаное | ↗774  |
| Лесное       | ↘594  |
| Партизанское | ↗542  |
| Орехово      | ↘540  |
| Притыка      | ↘277  |

| Гусиная Ляга   | ↘275 |
| Новоандреевка  | ↘247 |
| Асямовка       | ↘235 |
| Цветополь      | ↗212 |
| Первомайское   | ↘180 |
| Петровка       | ↘171 |
| Новоалексеевка | ↗140 |
| Чернавка       | ↘123 |
| Волчий Ракит   | ↘49  |

| Бурлинка      | ↘41 |
| Бигельды      | ↘30 |
| Кирилловка    | →14 |
| Кинерал       | →7  |
| Старопесчаное | →5  |
| Мирный        | ↘1  |
| Рожковка      | ↘0  |

### Упразднённые населённые пункты
| - Берёзовка - Вишнёвка - Вольнаковский - Восточный Выселок - Гуляй Поле - Долженково | - Заозёрное - Зелёный Клин - Колбасино - Кормовище - Котловановка - Кохановка - Красновка | - Льны - Людвище - Николаевка - Новобогатское - Новогригорьевка - Новый Раковец - Покровка - Полтавка | - Романовка - Сахалин - Софиевка - Суворовка - Табатерка - Травянка - Фёдоровка - Хутор № 6 - Черепановка |

## История
Район образован 15 января 1944 года из 11 сельсоветов Славгородского района и 2 сельсоветов Карасукского района.

## Экономика
Основное направление экономики — сельское хозяйство: развито зерновое производство, животноводство, овцеводство.

### Транспорт
По территории района проходит автотрасса «Славгород — Карасук» и Западно-Сибирская железная дорога.